# La Ferrière-aux-Étangs
La Ferrière-aux-Étangs település Franciaországban, Orne megyében. Lakosainak száma 1531 fő (2022. január 1.). La Ferrière-aux-Étangs Saint-André-de-Messei, Banvou, Bellou-en-Houlme, Champsecret, La Coulonche, Dompierre és Saires-la-Verrerie községekkel határos.

## Népesség
A település népességének változása:
| Lakosok száma | 1495 | 1479 | 1522 | 1518 | 1538 | 1545 | 1552 | 1556 | 1531 |
|               | 2013 | 2015 | 2016 | 2017 | 2018 | 2019 | 2020 | 2021 | 2022 |